# Fantaisie pour violon et harpe
La Fantaisie pour violon et harpe est une œuvre de musique de chambre de Camille Saint-Saëns composée en 1907.

## Présentation
Après avoir assisté à une représentation de son opéra Le Timbre d'argent à Monte-Carlo, Saint-Saëns se rend à Bordighera, ville de la Riviera italienne, afin de s'y reposer. C'est là qu'il compose la Fantaisie pour violon et harpe, achevée en mars 1907. La partition, dédiée aux sœurs Marianne et Clara Eissler, est publiée la même année par Durand,.
L'œuvre est créée par les dédicataires, Marianne Eissler (née en 1865) au violon et Clara Eissler (née en 1868) à la harpe, le 3 juillet 1907 à Londres, au Aeolian Hall,.
Pour le musicologue Jean-Alexandre Ménétrier, c'est une page « charmante […] : on y trouve un des rares exemples de l'influence debussyste sur Saint-Saëns ».

## Structure et analyse
La Fantaisie, d'une durée moyenne d'exécution de treize minutes environ, est en la majeur, à 
, Poco allegretto, et fait 281 mesures.
L'œuvre est constituée de quatre sections contrastées et colorées, :
- une première partie en forme d'improvisation, avec des arpèges et des accords brisés à la harpe ;
- une deuxième partie lyrique « suscitant la virtuosité du violon traité comme en un concerto[6] » ;
- une troisième partie dansante, à 
 ;
- une partie finale qui retrouve « la douceur du début[6] ».

Pour le musicologue Jean Gallois, la Fantaisie est un « petit chef-d'œuvre d'élégance : pureté du chant des instruments, clarté souveraine du développement, écriture limpide dans l'esprit d'un concerto, Saint-Saëns écrit là une œuvre délicieuse, raffinée mais sans préciosité ».
La pièce porte le numéro d'opus 124 et dans le catalogue des œuvres du compositeur établi par la musicologue Sabina Teller Ratner le numéro 136.

## Discographie
- Camille Saint-Saëns Edition, CD 11, Renaud Capuçon (violon) et Marie-Pierre Langlamet (harpe), Warner Classics 0190296746048, 2021[7].